# Постников, Александр Игнатьевич
Александр Игнатьевич Постников (род. 13 января 1931, Тотемский район, Вологодская область) — бригадир отделочников «Яргоржилстроя»; Герой Социалистического Труда.

## Биография
Александр Постников родился в семье с шестью детьми. Во время войны работал в колхозе. В пятнадцать лет удостоен медали «За трудовую доблесть».
44 года проработал на стройках Ярославля. Его бригада маляров и штукатуров отделывала такие значительные объекты как гостиницы «Юбилейная» и «Турист», кинотеатры «Родина», «Мир», «Победа», «Дружба», цирк, библиотеку имени Некрасова, ТЮЗ, многие больницы, школы, детские сады и др. Объекты всегда сдавались с первого раза и с высокими оценками. Вносил рационализаторские предложения. Активно обучал молодёжь. В 1966 году одним из немногих строителей поехал за рубеж для отделки зданий советских посольств.